# Stenotrema barbatum
Stenotrema barbatum är en snäckart som först beskrevs av G. H. Clapp 1904.  Stenotrema barbatum ingår i släktet Stenotrema och familjen Polygyridae. Inga underarter finns listade i Catalogue of Life.